# 배혜지
배혜지(裵惠智, 1992년 10월 18일 ~ )는 대한민국 한국방송공사의 기상 캐스터이다.
기상기사 자격증을 취득하고  기상예보사 면허 취득 교육을 이수하였다.

## 학력
- 2008년 ~ 2011년 금호중앙여자고등학교 졸업
- 2011년 ~ 2015년 숙명여자대학교 컴퓨터(IT)공학부학과 학사 (졸업)
- 2010년 ~ 2022년 4월 13일 서울대학교 대학원 디지털정보융합전공 졸업

## 경력
- 2016년 4월 ~ 2017년 4월 KBS광주방송총국 기상캐스터
- 2017년 4월 ~ 6월 YTN 24 기상캐스터
- 2017년 6월 ~ 현재 : KBS 기상캐스터
- 2023년 1월 ~ 현재 : 리그 오브 레전드 챔피언스 코리아(LCK) 인터뷰어
- 2023년 11월 11일 결혼

## 방송 출연

### 텔레비전 방송
| 연도                  | 방송사 | 제목              | 담당       | 비고                                            |
| --------------------- | ------ | ----------------- | ---------- | ----------------------------------------------- |
| 2018.08~2019.03       | KBS2   | KBS 아침뉴스타임  | 기상캐스터 |                                                 |
| 2019.04.01~2022.07.01 | KBS1   | KBS 930 뉴스      | 기상캐스터 |                                                 |
| 2022.05.07~현재       | KBS1   | KBS 뉴스 (주말)   | 기상캐스터 |                                                 |
| 2018.08.~2019.03      | KBS2   | 지구촌 뉴스       | 기상캐스터 |                                                 |
| 2019.04~현재          | KBS1   | KBS 뉴스광장      | 기상캐스터 | 토요일                                          |
| 2020                  | TV조선 | 내일은 미스트롯 2 | 참가자     |                                                 |
| 2021                  | KBS1   | 우리말 겨루기     | 참가자     | 2021년 12월 20일 기상캐스터 1위! 도전 최우승    |
| 2021                  | KBS1   | 아침마당          | 출연       | 2021년 4월 12일 8859회 <그들의 수상한 이중생활> |

### 라디오 방송
| 연도 | 방송사   | 제목     | 담당      | 비고                      |
| ---- | -------- | -------- | --------- | ------------------------- |
| 2023 | KBS 쿨FM | FM대행진 | 스페셜 DJ | 2023년 7월 31일 ~ 8월 6일 |

## 광고
- 2023년 환경부 제5차 미세먼지 계절관리제 홍보 캠페인 (현영민과 함께 출연)